# Tully Marshall
Tully Marshall (Nevada City (Califòrnia, 10 d’abril de 1864– Encino (Califòrnia), 10 de març de 1943) va ser un actor teatral i de cinema que participà en quasi 200 pel·lícules entre 1914 i 1943.

## Biografia
William Phillips (nom artístic Tully Marshall) va néixer a Nevada City el 1864 i es va educar en una escola privada a Santa Clara (Califòrnia). Als 5 anys va fer la primera aparició en el teatre quan va substituir un actor infantil en una companyia itinerant que passava per la seva ciutat. Va estudiar enginyeria i fou contractat per fer d’enginyer però decidir abandonar la feina per fer d’actor. El seu debut oficial, però, va ser al Winter Garden de San Francisco el 8 de març de 1883 en l’obra “Saratoga” de Bronson Howard. Era cosí del dramaturg Richard Walton Tully i això el va adoptar el nom artístic de Tully Marshall. La següent temporada va unir-se a la companyia teatral del Tivoli a Sacramento. En les següents temporades va actuar per la costa del Pacífic amb diferents companyies, com les de Rose Wood, James M. Ward, Jeffreys Lewis i Long & Mott entre d'altres. També va actuar amb Modjeska i amb Fannie Davenport.
El 1897 va fer un viatge per diferents països d’Europa per estudiar els seus mètodes teatrals. En retornar als Estats Units va ser contractat per la companyia de Charles Frohman actuant en obres com “Never Again”, “On and Off”, “Hearts are Trumps”, “The Outer Girl”, “The Little Princess”, etc. Posteriorment va exercir com a director teatral o com a actor principal de diferents companyies arreu del país amb peces com “Charley’s Aunt” o “Nit de reis” de Shakespeare.(REF1) Marshall va gaudir d’una carrera ininterrompuda als escenaris fins al 1914. Durant aquest temps, es va enamorar d'una companya de repartiment, Marion Neiswanger, el nom artístic de la qual era Marion Fairfax, i els dos es van casar. El matrimoni durà fins a la mort de l’actor.

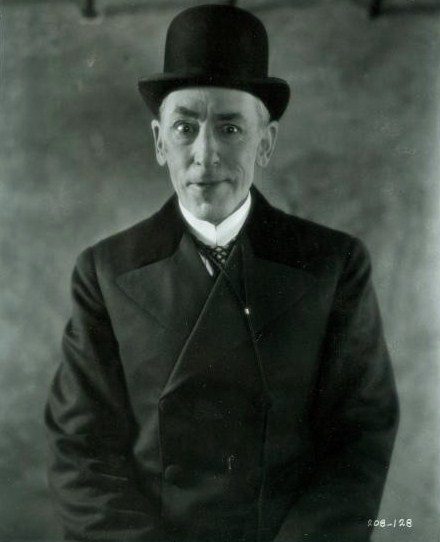
Retrat de l'actor per a la pel·lícula The Merry Widow (1925)

Fou contractat per la companyia cinematogràfica All Star i el seu debut cinematogràfic es produí el 24 de gener de 1914 a la pel·lícula “Paid in Full”, tenia quasi 50 anys. Ràpidament es va guanyar la reputació d’intèrpret de cinema fiable i versàtil, que el va fer treballar amb moltes de les figures del cinema mut de Hollywood en rols de personatges secundaris de caràcter. Es poden esmentar Norma Talmadge a “The Devil’s Needle” (1916), Seena Owen a “Martha’s Vindication” (1916), Cecil B. DeMille a “Joan the Woman” (1916) i “The Squaw Man” (1918), Jesse Lasky a “Unconquerers” (1917), Douglas Fairbanks a “A Modern Musketeer” (1917), D. W. Griffith a “Intolerance” (1916), Lon Chaney a “The Hunchback of Notre Dame” (1923), Erich von Stroheim a “Queen Kelly” (1929) o James Cruze a “The Covered Wagon” (1923). L’arribada del sonor no l’afectà i continuà treballant per als principals estudis. Morí d’un atac de cor el 1943 sense haver abandonat la interpretació.

## Filmografia
- Paid in Full (1914)
- The Sable Lorcha (1915)
- The Painted Soul (1915)
- Let Katie Do It (1916)
- Martha's Vindication (1916)
- A Child of the Paris Streets (1916)
- The Devil's Needle (1916)
- Intolerance (1916)
- Oliver Twist (1916)
- Joan the Woman (1916)
- The Fatal Glass of Beer (1916)
- Everybody's Doing It (1916)
- The Golden Fetter (1917)
- A Romance of the Redwoods (1917)
- Unconquered (1917) – Juke
- The Countess Charming (1917)
- The Devil Stone (1917)
- A Modern Musketeer (1917)
- The Things We Love (1918)
- The Whispering Chorus (1918)
- M'Liss (1918)
- Old Wives for New (1918)
- We Can't Have Everything (1918)
- Bound in Morocco (1918)
- The Man from Funeral Range (1918)
- Too Many Millions (1918)
- Arizona (1918)
- The Squaw Man (1918)
- Cheating Cheaters (1919)
- Maggie Pepper (1919)
- The Girl Who Stayed at Home (1919)
- Daughter of Mine (1919)
- The Lady of Red Butte (1919)
- The Crimson Gardenia (1919)
- The Grim Game (1919)
- Her Kingdom of Dreams (1919)
- The Lottery Man (1919)
- The Life Line (1919)
- Hawthorne of the U.S.A. (1919)
- Everywoman (1919)
- Double Speed (1920)
- Excuse My Dust (1920)
- The Gift Supreme (1920)
- The Dancin' Fool (1920)
- Sick Abed (1920)
- The Slim Princess (1920)
- Honest Hutch (1920)
- Her Beloved Villain (1920)
- The Little 'Fraid Lady (1920)
- What Happened to Rosa (1920)
- The Cup of Life (1921)
- Silent Years (1921)
- Hail the Woman (1921)
- Lotus Blossom (1921)
- Any Night (1922)
- Penrod (1922)
- The Lying Truth (1922)
- Too Much Business (1922)
- Is Matrimony a Failure? (1922)
- The Ladder Jinx (1922)
- Fools of Fortune (1922)
- Without Compromise (1922)
- The Village Blacksmith (1922)
- Good Men and True (1922)
- The Super Sex (1922)
- Deserted at the Altar (1922)
- Only a Shop Girl (1922)
- The Marriage Chance (1922)
- The Beautiful and Damned (1922)
- Dangerous Trails (1923)
- The Covered Wagon (1923)
- Fools and Riches (1923)
- Law of the Lawless (1923)
- Temporary Marriage (1923)
- The Brass Bottle (1923)
- Broken Hearts of Broadway (1923)
- The Barefoot Boy (1923)
- His Last Race (1923)
- The Hunchback of Notre Dame (1923)
- Defying Destiny (1923)
- Thundergate (1923) – Suen Tung
- Richard the Lion-Hearted (1923)
- The Meanest Man in the World (1923)
- Ponjola (1923)
- The Dangerous Maid (1923)
- Let's Go (1923)
- Her Temporary Husband (1923)
- The Stranger (1924)
- Pagan Passions (1924)
- The Right of the Strongest (1924)
- Hold Your Breath (1924)
- For Sale (1924)
- Passion's Pathway (1924)
- Along Came Ruth (1924)
- Reckless Romance (1924)
- He Who Gets Slapped (1924)
- The Ridin' Kid from Powder River (1924)
- Smouldering Fires (1925)
- The Talker (1925)
- Anything Once (1925)
- The Half-Way Girl (1925)
- The Merry Widow (1925)
- The Pace That Thrills (1925)
- Clothes Make the Pirate (1925)
- Torrent (1926)
- Old Loves and New (1926)
- Her Big Night (1926)
- Twinkletoes (1926)
- Jim, the Conqueror (1926)
- Beware of Widows (1927)
- The Cat and the Canary (1927)
- The Gorilla (1927)
- Drums of Love (1928)
- Mad Hour (1928)
- The Trail of '98 (1928)
- The Perfect Crime (1928)
- Alias Jimmy Valentine (1928)
- Conquest (1928)
- Queen Kelly (1929)
- Redskin (1929)
- The Bridge of San Luis Rey (1929)
- Thunderbolt (1929)
- The Mysterious Dr. Fu Manchu (1929)
- Skin Deep (1929)
- The Show of Shows (1929)
- Tiger Rose (1929)
- Burning Up (1930)
- She Couldn't Say No (1930)
- Mammy (1930)
- Under a Texas Moon (1930)
- Redemption (1930)
- Murder Will Out (1930)
- Numbered Men (1930)
- Dancing Sweeties (1930)
- Common Clay (1930)
- The Big Trail (1930)
- One Night at Susie's (1930)
- Tom Sawyer (1930)
- Fighting Caravans (1931)
- The Virtuous Husband (1931)
- The Millionaire (1931)
- The Unholy Garden (1931)
- Cançó de bressol trencada (Broken Lullaby) (1932)
- The Hatchet Man (1932)
- The Beast of the City (1932)
- Arsene Lupin (1932)
- Scarface (1932)
- Scandal for Sale (1932)
- Grand Hotel (1932)
- Night Court (1932)
- Strangers of the Evening (1932)
- Two-Fisted Law (1932)
- The Hurricane Express (1932)
- The Hollywood Handicap (1932)
- Exposure (1932)
- Klondike (1932)
- The Cabin in the Cotton (1932)
- Red Dust (1932)
- Afraid to Talk (1932)
- Night of Terror (1933)
- Corruption (1933)
- Fighting with Kit Carson (1933)
- Laughing at Life (1933)
- Massacre (1934)
- Murder on the Blackboard (1934)
- Black Fury (1935)
- Diamond Jim (1935)
- A Tale of Two Cities (1935)
- California Straight Ahead! (1937)
- Souls at Sea (1937)
- She Asked for It (1937)
- Stand-In (1937)
- That Navy Spirit (1937)
- Mr. Boggs Steps Out (1938)
- A Yank at Oxford (1938)
- Arsène Lupin Returns (1938)
- Making the Headlines (1938)
- College Swing (1938)
- Hold That Kiss (1938)
- The Kid from Texas (1939)
- Blue Montana Skies (1939)
- Invisible Stripes (1939)
- Brigham Young (1940)
- Youth Will Be Served (1940)
- Els germans Marx a l'Oest (Go West) (1940)
- Chad Hanna (1940)
- For Beauty's Sake (1941)
- El sergent York (Sergeant York) (1941)
- Bola de foc (Ball of Fire) (1941)
- This Gun for Hire (1942)
- Moontide (1942)
- Ten Gentlemen from West Point (1942)
- Behind Prison Walls (1943)
- Hitler's Madman (1943)